# Big Horn County (Montana)
Big Horn County je okres ve státě Montana v USA. K roku 2010 zde žilo 12 865 obyvatel. Správním městem okresu je Hardin. Celková rozloha okresu činí 12 989 km². Na jihu sousedí se státem Wyoming. Zajímavostí je, že okres, který leží směrem na jihozápad ve Wyomingu se jmenuje také Big Horn County.

## Sousední okresy
| Růžice kompasu | Yellowstone County | Treasure County           | Rosebud County      | Růžice kompasu |
| Růžice kompasu | Carbon County      | Sever                     | Powder River County | Růžice kompasu |
| Růžice kompasu | Carbon County      | Big Horn County (Montana) | Powder River County | Růžice kompasu |
| Růžice kompasu | Carbon County      | Jih                       | Powder River County | Růžice kompasu |
| Růžice kompasu | Big Horn County    | Sheridan County           |                     | Růžice kompasu |